# Campaña cristera de Colima
La Campaña cristera de Colima fueron una serie de ofensivas masivas apoyadas por la artillería, la marina y la aviación efectuadas en el estado de Colima por el ejército federal mexicano en contra de los insurrectos cristeros durante la Guerra Cristera. Es fácil pensar, que no sería problema aplastar sin dificultad la insurrección popular cristera en el pequeño estado de Colima, pues se caracteriza por ser una zona aislada y limitada. A pesar de estas ofensivas comandadas por los mejores generales de la época como lo eran Jesús Ferreira, Rodrigo M. Talamante, Beltrán, Buenrostro, Manuel Ávila Camacho, Maximino Ávila Camacho, Pineda Rodríguez, Flores, Martínez, Heliodoro Charis, Eulogio Ortiz y el propio secretario de guerra y marina Joaquín Amaro Domínguez, quien dirigió la campaña cuatro veces, los cristeros se mantuviesen en muchos casos victoriosos, controlando la zona y hostigando constantemente durante periodos a su enemigo. Sin embargo, las fuerzas cristeras fueron incapaces de vencer, y su fracaso durante el Asalto de Manzanillo demostró los límites de su estratégica guerra de guerrillas. 